# NGC 3115
NGC 3115 ist eine linsenförmige Galaxie vom Hubble-Typ S0 im Sternbild Sextant südlich der Ekliptik. Sie ist schätzungsweise 23 Millionen Lichtjahre von der Milchstraße entfernt und hat einen Durchmesser von etwa 60.000 Lichtjahren.
Das Zentrum der Galaxie beherbergt ein extrem massereiches Schwarzes Loch von etwa zwei Milliarden Sonnenmassen, bei einer Gesamtmasse zwischen 300 und 400 Milliarden Sonnenmassen.
NGC 3115 wird manchmal auch Spindelgalaxie genannt, nicht zu verwechseln mit der Galaxie Messier 102, die ebenso genannt wird.
Das Objekt wurde am 22. Februar 1787 von dem deutsch-britischen Astronomen Wilhelm Herschel entdeckt.

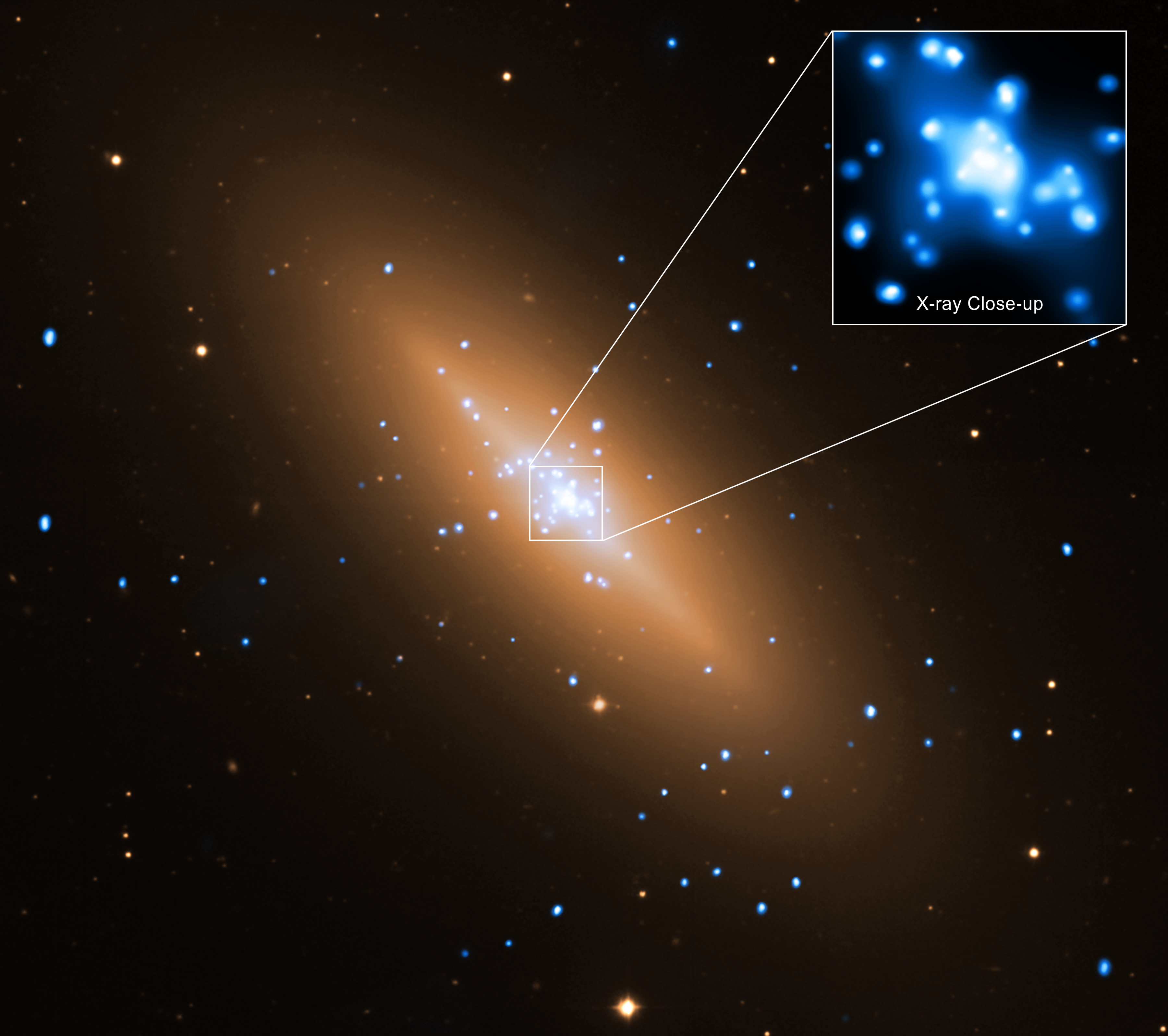
Überlagerung einer Aufnahme im optischen Spektralbereichs des Very Large Telescope mit einer Aufnahme im Röntgenbereich des Chandra-Weltraumteleskops